# Chthonius mengei
 Chthonius mengei es una especie extinta de arácnido  del orden Pseudoscorpionida de la familia Chthoniidae.

## Distribución geográfica
Se encontraba en el Ámbar báltico.